# Charles Paget (6e marquis d'Anglesey)
Charles Henry Alexander Paget (14 avril 1885 - 21 février 1947) est un pair, un fermier et un soldat britannique.

## Biographie
Paget est né en 1885 de Lord Alexander Paget, troisième fils de Henry Paget (2e marquis d'Anglesey), et d'Hester Alice Stapleton-Cotton, fille de Wellington Stapleton-Cotton (2e vicomte Combermere). Il fait ses études au Collège d'Eton et au Collège militaire royal de Sandhurst. En 1905, il devient marquis d'Anglesey à la mort de son cousin sans enfant, Henry Paget (5e marquis d'Anglesey). Il est également comte d'Uxbridge, baron Paget, et 9e baronnet Paget, de Plas Newydd.

## Carrière
Anglesey sert dans les Royal Horse Guards avant son élection à la mairie de Burton upon Trent de 1911 à 1912. Au cours du premier mois de la Première Guerre mondiale, il rejoint les Royal Horse Guards et est envoyé en France, mais quitte rapidement l'armée. Il revient pour servir comme aide de camp de Sir John Maxwell, l'officier général commandant en Égypte - poste pour lequel il est décoré de l'Ordre du Nil (4e classe) en 1918 - et de William Birdwood à Gallipoli. Il est ensuite secrétaire militaire adjoint de l'officier général commandant en Irlande en 1916. Il sert dans la Home Guard pendant la Seconde Guerre mondiale.
Il est Lord-chambellan de la reine Mary de 1922 jusqu'à sa mort en 1947. Dans les honneurs du Nouvel An 1928, il est nommé Chevalier Grand-Croix de l'Ordre royal de Victoria (GCVO). En 1931, il est investi comme Officier de l'Ordre de Saint John, et promu Commandeur de l'Ordre en 1944.
Pendant la Seconde Guerre mondiale, il sert dans la Home Guard et est Lord Lieutenant d'Anglesey de 1942 jusqu'à sa mort.

## Mariage et enfants
Le 3 août 1912, il épouse Victoria Manners (en), fille d'Henry Manners (8e duc de Rutland), lors d'une grande cérémonie célébrée par l'archevêque de Canterbury en présence du prince Arthur de Connaught. Ils ont six enfants:
- Alexandra Mary Cecilia Caroline Paget (15 juin 1913 - 22 mai 1973), épouse Michael Duff (3e baronnet) (en)
- Elizabeth Hester Mary Paget (1916-1980), épouse Raimund von Hofmannsthal, fils d'Hugo von Hofmannsthal
- Mary Patricia Beatrice Rose Paget (19 janvier 1918 - 28 mars 1996), décédé célibataire
- Rose Mary Primrose Paget (27 juillet 1919 - 1er novembre 2005), épouse John Francis McLaren
- Henry Paget (7e marquis d'Anglesey) (8 octobre 1922- 13 juillet 2013)
- Katharine Mary Veronica Paget (8 octobre 1922 - 7 février 2017), mariée (1) Jocelyn Eustace Gurney, (2) Charles Farrell

Le marquis meurt à Londres, à l'âge de 61 ans, à la suite d'une opération.

## Résidences
Jusqu'à la Première Guerre mondiale, le 6e marquis d'Anglesey vit principalement à Beaudesert, le domaine de la famille Paget et la demeure seigneuriale à l'extrémité sud de Cannock Chase dans le Staffordshire. Les lourdes taxes après la guerre (combinées aux dettes considérables résultant du style de vie extravagant du 5e marquis) ne permettent plus d'entretenir la propriété de Beaudesert, donc en 1920 il part vivre à Plas Newydd. Le domaine Beaudesert est démoli et vendu, le marquis faisant don de 120 acres de terre au district de Cannock Chase en 1920, et un autre don en 1938 est fait aux habitants du Staffordshire.
À Plas Newydd, le 6e marquis charge l'artiste Rex Whistler d'entreprendre un projet de décoration murale. Les peintures et peintures murales en trompe-l'œil et une exposition permanente de souvenirs de Whistler sont désormais l'une des principales attractions de la propriété.